# Las koło Tworkowa
Las koło Tworkowa este o arie protejată (sit de importanță comunitară — SCI) din Polonia întinsă pe o suprafață de 115,08 ha, integral pe uscat.

## Localizare
Centrul sitului Las koło Tworkowa este situat la coordonatele 50°01′08″N 18°15′41″E / 50.0188°N 18.2614°E.

## Înființare
Situl Las koło Tworkowa a fost declarat sit de importanță comunitară în octombrie 2009 pentru a proteja 2 specii de animale.

## Biodiversitate
Situată în ecoregiunea continentală, aria protejată conține 4 habitate naturale: Lacuri eutrofice naturale cu vegetație de tip Magnopotamion sau Hydrocharition, Păduri de stejar și carpen Galio-Carpinetum, Păduri aluvionare cu Alnus glutinosa și Fraxinus excelsior (Alno-Padion, Alnion incanae, Salicion albae), Păduri mixte riverane de Quercus robur, Ulmus laevis și Ulmus minor, Fraxinus excelsior sau Fraxinus angustifolia, de-a lungul marilor râuri (Ulmenion minoris).
La baza desemnării sitului se află mai multe specii protejate de  nevertebrate (2): Cucujus cinnaberinus, Osmoderma eremita.